# Rocellaria dubia
Rocellaria dubia is een tweekleppigensoort uit de familie van de Gastrochaenidae. De wetenschappelijke naam van de soort is voor het eerst geldig gepubliceerd in 1777 door Pennant.